# Pieter van den Hoogenband
Pieter Cornelis Martijn van den Hoogenband (Maastricht (Països Baixos), 14 de març de 1978) és un nedador neerlandès i triple campió olímpic.

## Biografia
Malgrat va néixer a Maastricht, va créixer a Geldrop, a uns 64 km, on va nedar per a l'equip del PSV Eindhoven.
Als Jocs Olímpics de Sydney 2000, va guanyar dues medalles d'or, en els 100m i 200m estil lliure. A la primera es va imposar a Aleksandr Popov, campió en les dues darreres edicions olímpiques, i en la segona a l'ídol local Ian Thorpe. En ambdues categories va batre a més sengles plusmarques mundials. També va guanyar dues medallas de bronze. Van den Hoogenband va ser un dels atletes més destacats dels Jocs, tan sols superat pel gimnasta Aleksei Némov i al mateix Thorpe.
Als Jocs Olímpics d'Atenes 2004 van den Hoogenband va aconseguir guanyar la medalla d'or en els 100m lliures novament. Van der Hoogenband es convertia així en el cinqué nedador que aconseguia fer un doblet en la distància reina de la velocitat, després de Charles Meldrum Daniels, Duke Kahanamoku, Johnny Weissmuller i Popov. També va guanyar dues plates, una en els 200m lliures (per darere de Thorpe) i una altra en el combinat 4x100m lliures amb la selecció neerlandesa. En aquestes dues proves, Van den Hoogenband va acabar per davant de Michael Phelps, qui va guanyar els dos únics bronzes de la seva reeixida trajectòria olímpica. El nedador neerlandès es l'unic en tota la història que ha aconseguit acabar per davant de Phelps en dues finals olímpiques. Al final dels Jocs d'Atenes, Van den Hoogenband va esdevenir l'esporportista neerlandes masculí amb més medalles olímpiques (7), superant la xifra de Charles Pahud de Mortanges de 5 medalles entre 1924 i 1932. El patinador de velocitat Sven Kramer va superar les set medalles del nedador als Jocs Olímpics d'Hivern de 2018.